# HMS Sluys (D60)
El HMS Sluys (D60) fue un destructor clase Battle de la Marina Real británica.

## Historia
Fue puesto en gradas el 24 de noviembre de 1943, botado el 28 de febrero de 1945 y puesto en servicio el 30 de septiembre de 1946. En 1967, fue vendido a Irán. Fue modernizado y entregado a la armada de ese país, donde pasó a llamarse Artemiz (51). En 1985, su nombre cambió por Damavand.